# Eumolpini
Eumolpini (лат.) — триба жуков подсемейства Eumolpinae из семейства листоедов. Включает более 100 родов.

## Распространение
Встречаются повсеместно, на всех материках, кроме Антарктиды.

## Палеонтология
В ископаемом состоянии известно из датского и балтийского янтарей (эоцен).
- †Acolaspoides Moseyko, Kirejtshuk & Nel, 2010[4]
- †Paleomolpus Nadein, 2015[3]

## Описание
Мелкие и среднего размера жуки-листоеды с овальным или округлым телом, матовые или металлически блестящие. Голова отклонена вперед, глаза с ровными краями или немного выемчатые, усики нитевидные; прококсы округлые, шаровидные, разделены простернумом и сзади закрытые; третий членик лапки глубоко двулопастный; Надкрылья покрыты пигидиумом. Личинки питаются на корнях растений.

## Систематика
Eumolpini это крупнейшая триба в составе подсемейства Eumolpinae, в которую включают по разным данным 100—170 таксонов родового уровня со всего мира. Они почти всегда имеют такой признак как продольная срединная бороздка на пигидиуме, который возможно помогает держать надкрылья закрытыми в покое, а также придаточные претарзальные коготки. Триба Eumolpini (Clade II в работе Gómez-Zurita, 2005) среди всех жуков подсемейства Eumolpinae рассматривается в качестве сестринской к группе триб Colasposomini + Typophorini (Clade I).

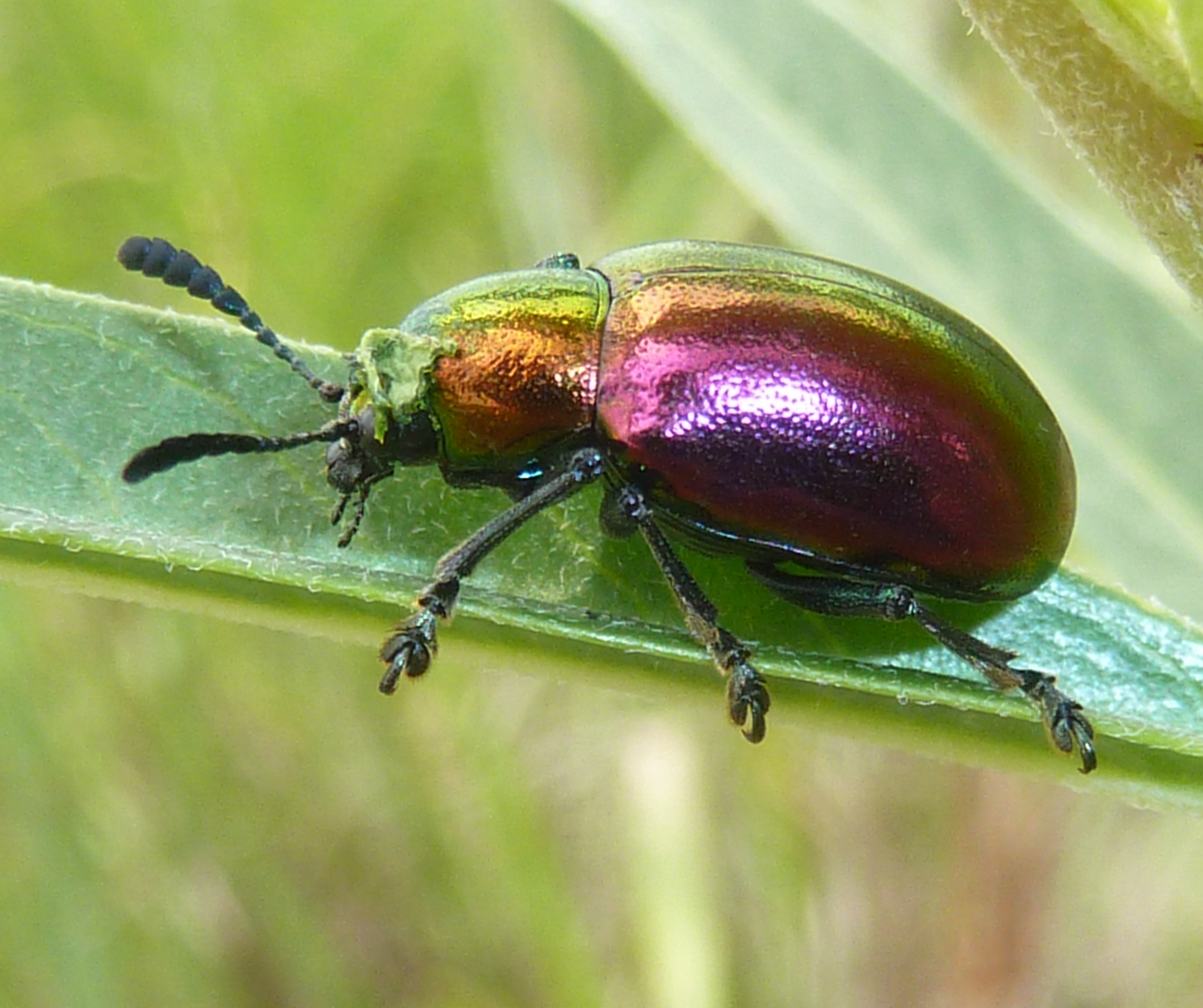
Platycorynus dejeani
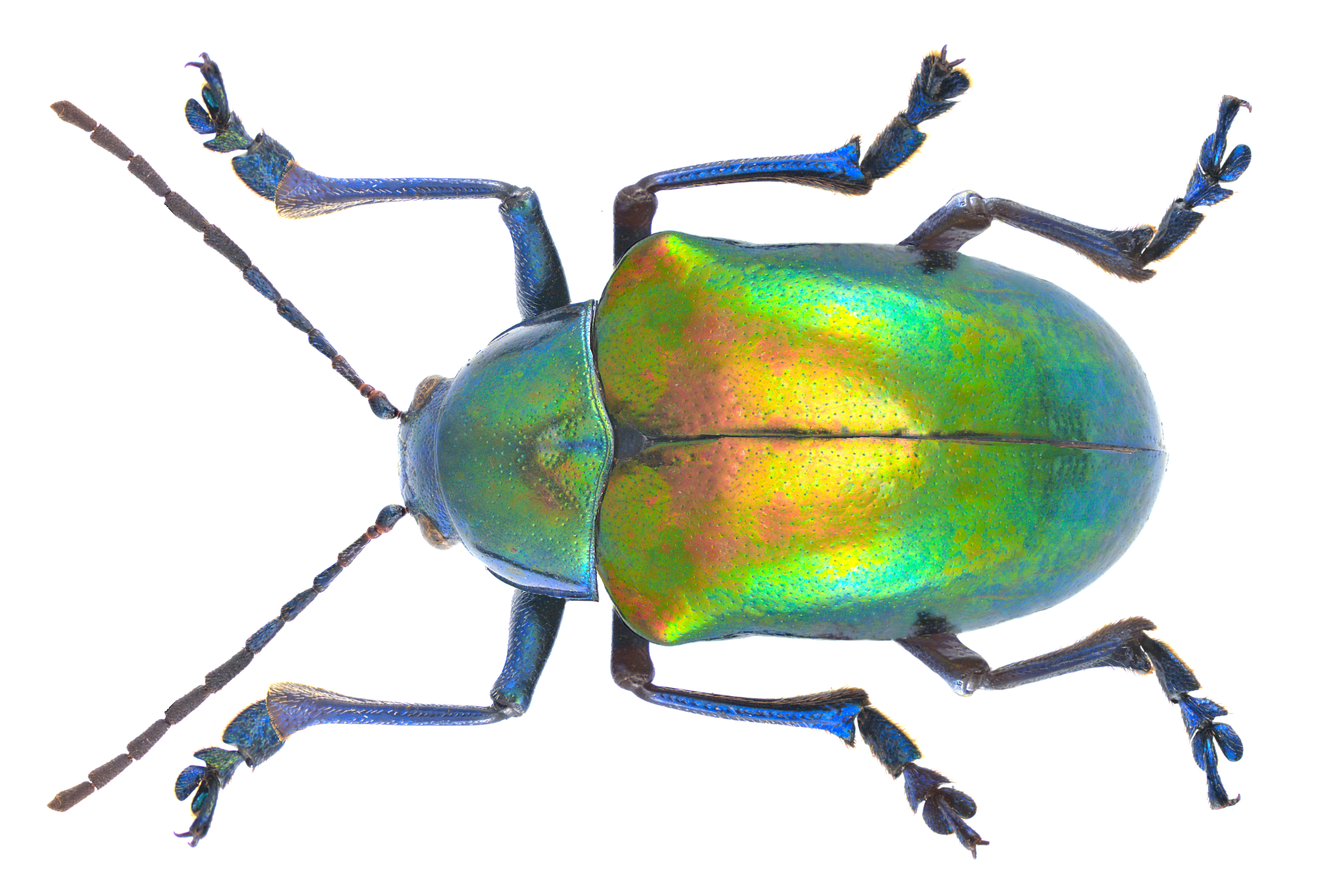
Eumolpus ignitus
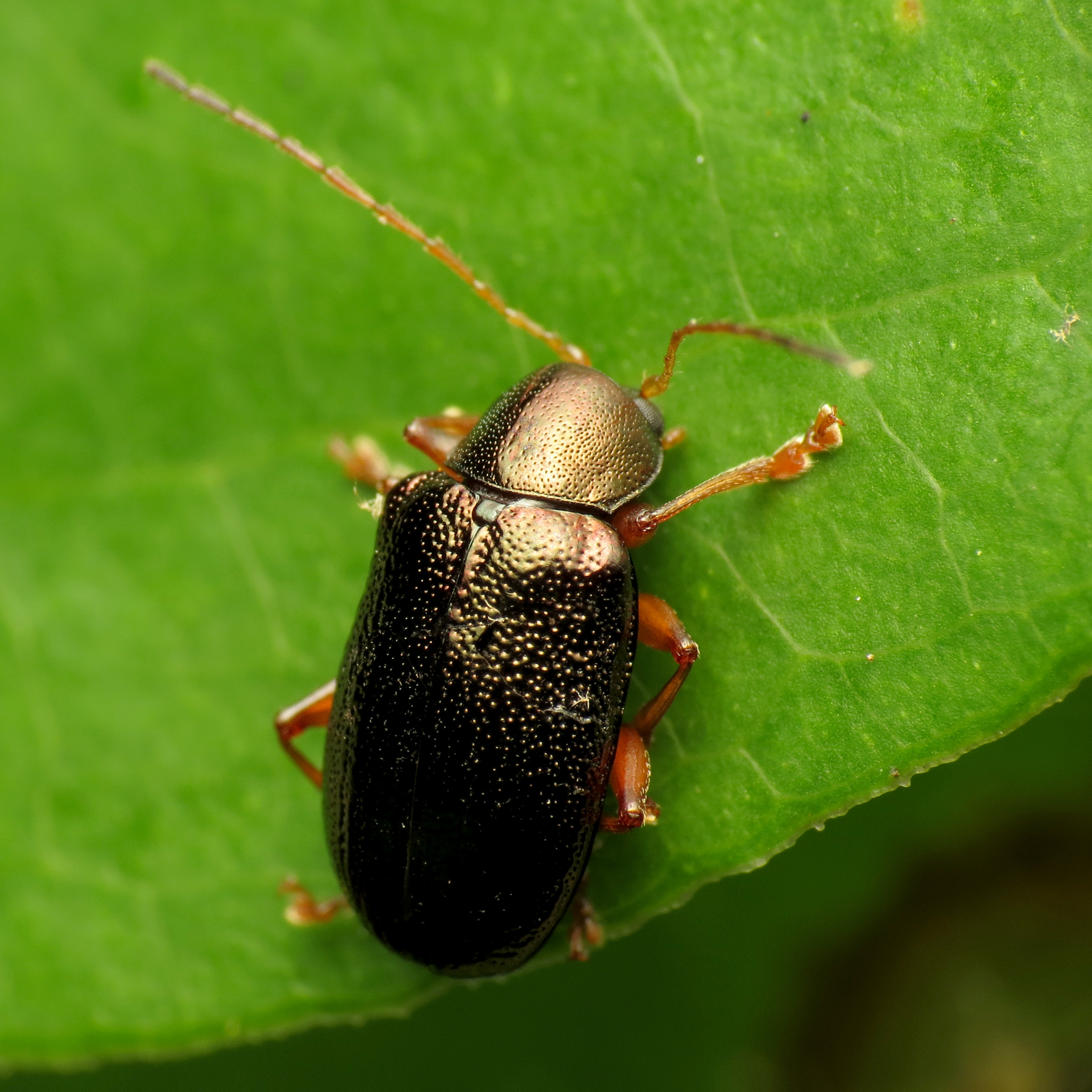
Tymnes
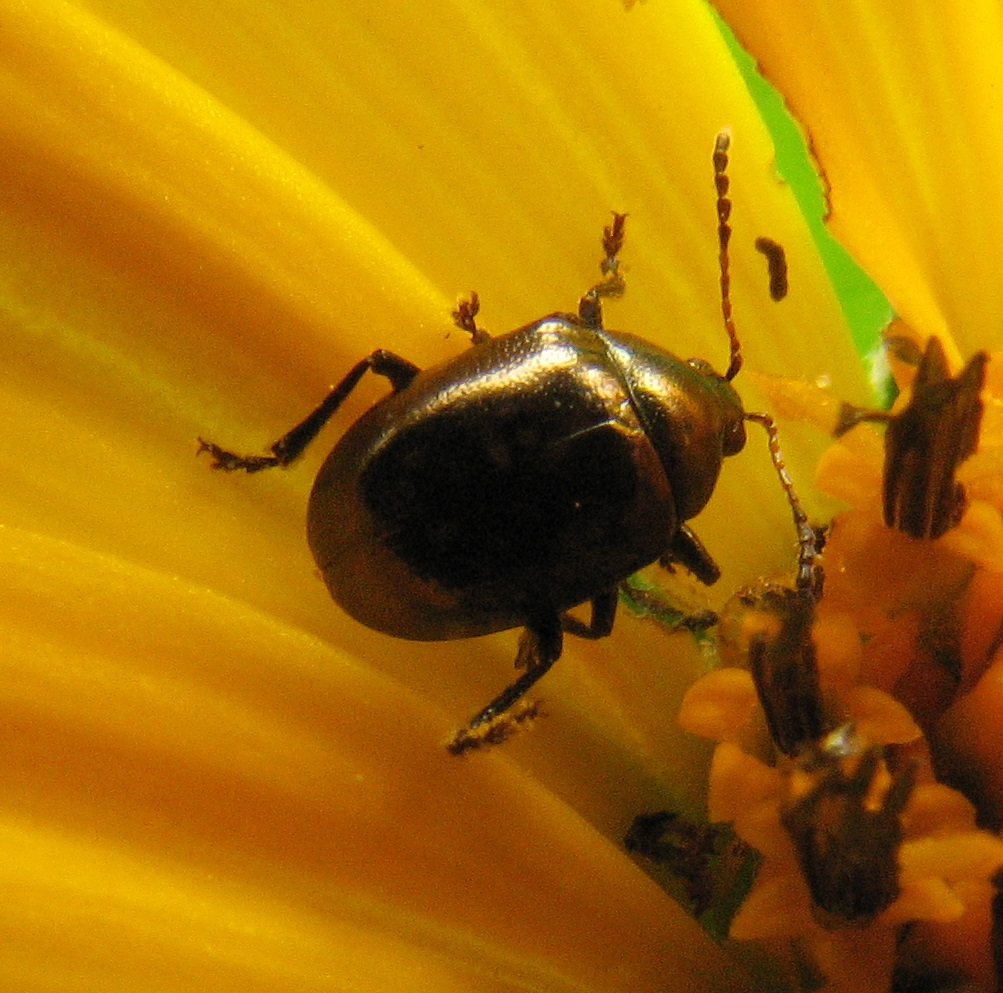
Brachypnoea sp.
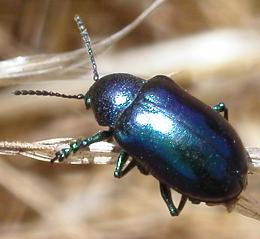
Chrysochus cobaltinus
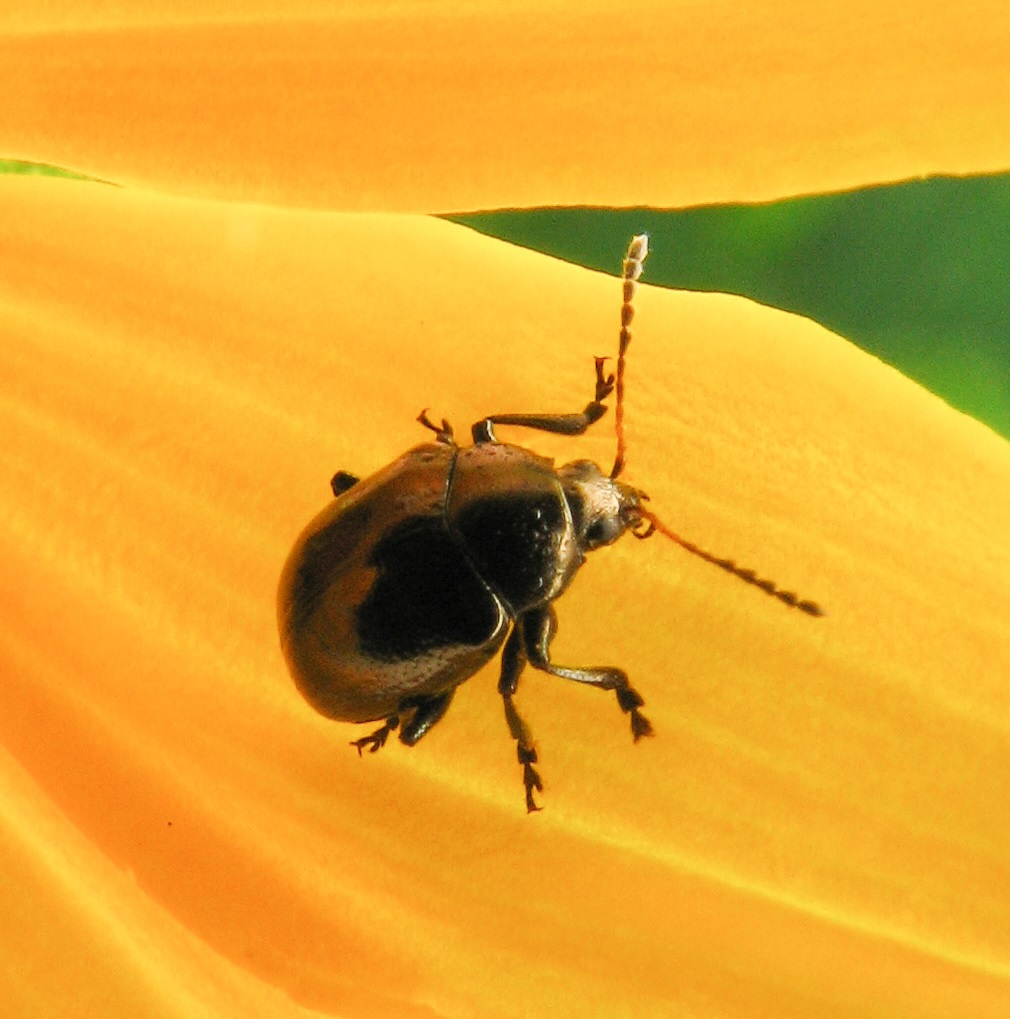
Brachypnoea puncticollis
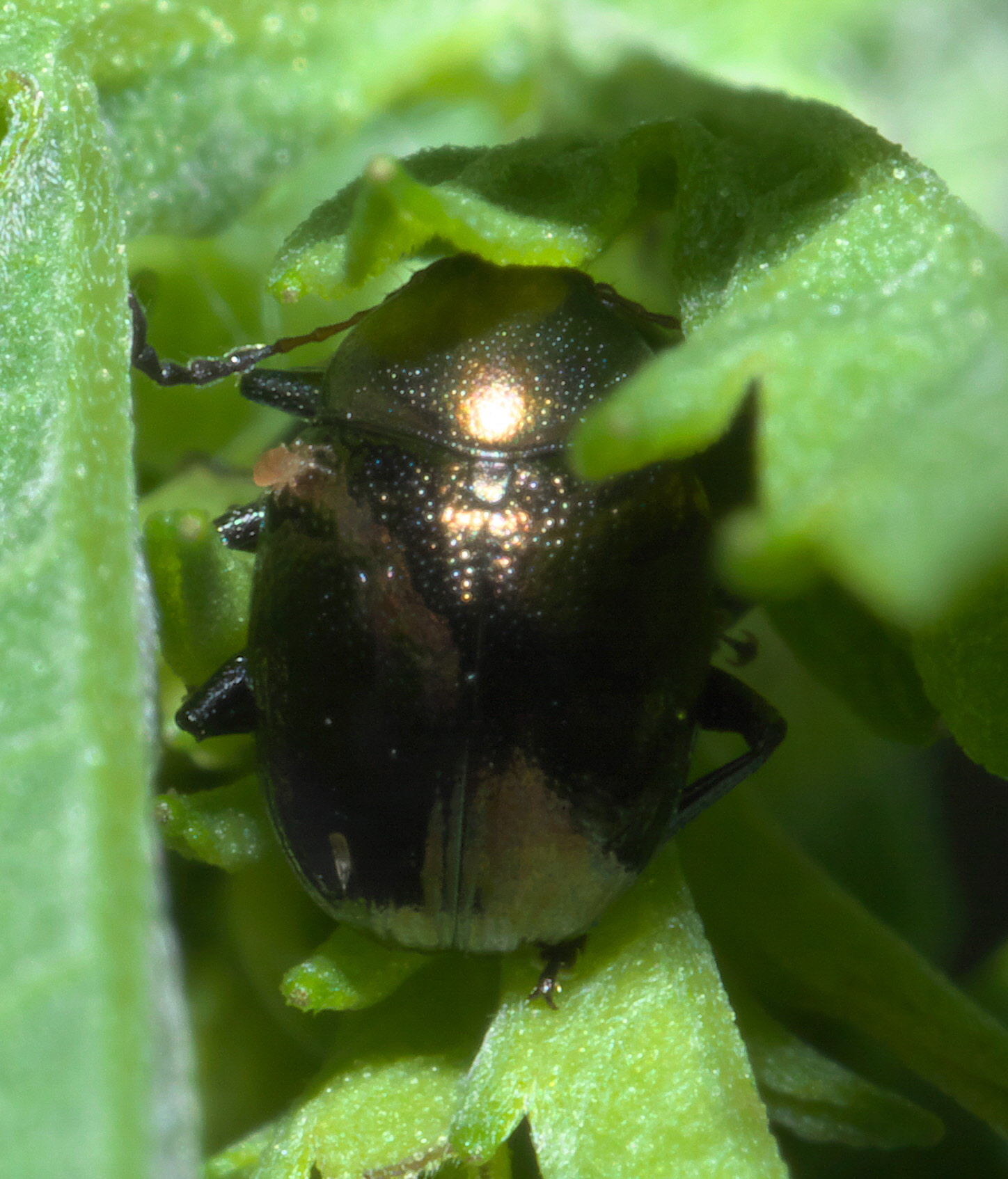
Brachypnoea sp.
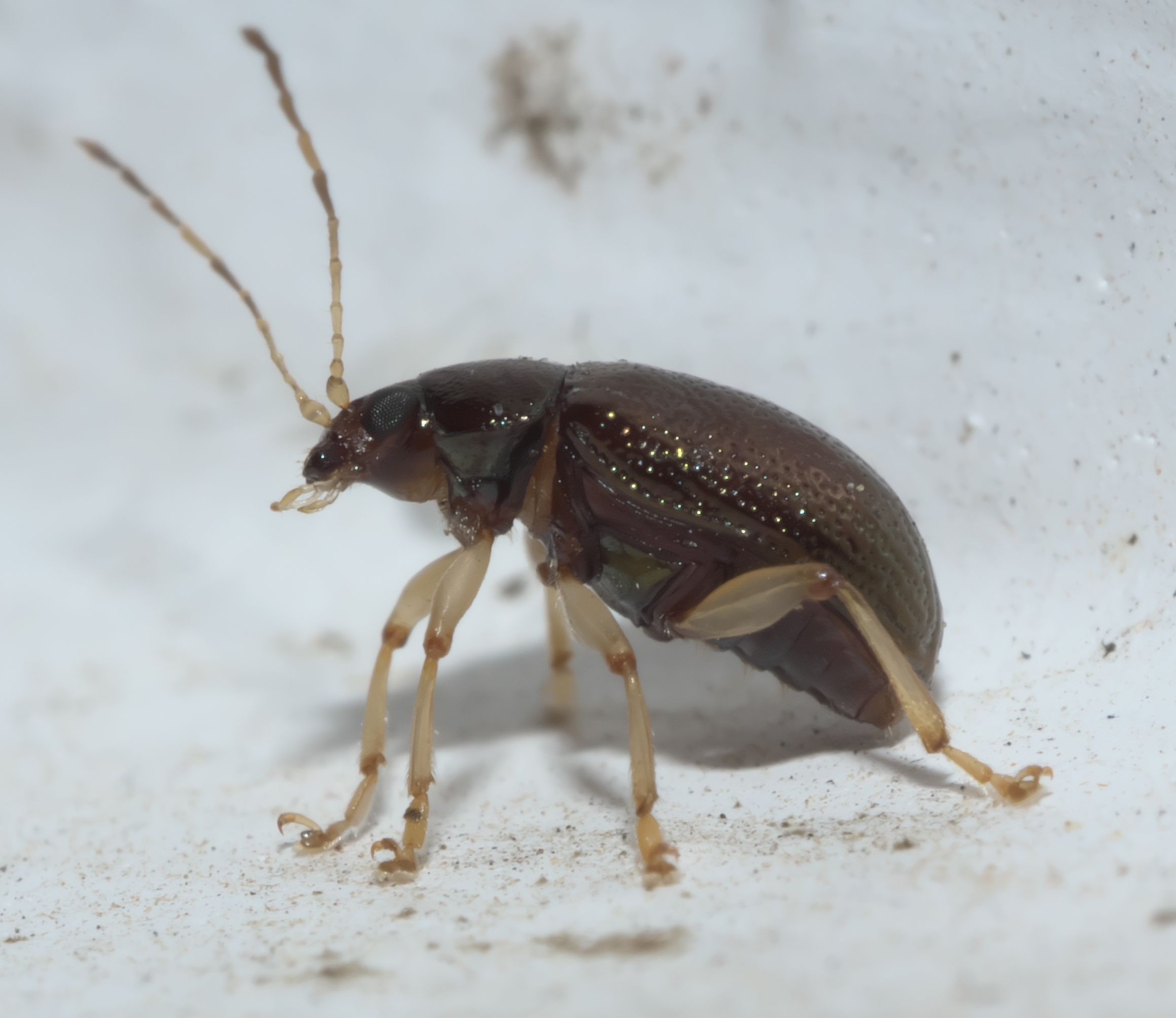
Rhabdopterus

### Синонимия
Среди синонимов группы следующие названия:
- Chalcophanini Chapuis, 1874[6]
- Chrysodinini Lefèvre, 1885
- Colaspidini Hope, 1840
- Colaspoidini Chen, 1940
- Corynodini Marshall, 1865
- Edusellini Clavareau, 1914
- Endocephalini Chapuis, 1874[6]
- Iphimeini Chapuis, 1874[6]

### Классификация
В трибу Eumolpini включают более 100 родов жуков-листоедов:
- Abiromorphus Pic, 1924
- Abirus Chapuis, 1874[6]
- †Acolaspoides Moseyko, Kirejtshuk & Nel, 2010[4]
- Acronymolpus Samuelson, 2015[14]
- Adorea Lefèvre, 1877[15]
- Aemnestus Jacoby, 1908[16]
- Agrianes Chapuis, 1874[6]
- Agrosterna Harold, 1875
- Allocolaspis Bechyné, 1950[17]
- Anachalcoplacis B. Bechyné, 1983[18]
- Antitypona Weise, 1921
- Arnobiopsis Jacoby, 1896[19]
- Atrichatus Sharp, 1886
- Aulacia Baly, 1867[20]
- Australotymnes Flowers, 2009[21]
- Beltia Jacoby, 1881[22]
- Brachypnoea Gistel, 1848
- Callicolaspis Bechyné, 1950[23]
- Chalcophana Chevrolat in Dejean, 1836
- Chalcoplacis Chevrolat in Dejean, 1836
- Chrysochares Morawitz, 1861[24]
- Chrysochus Chevrolat in Dejean, 1836
- Chrysodinopsis Bechyné, 1950[23]
- Chrysolampra Baly, 1859[25]
- Clisithera Baly, 1864[26]
- Colaspedusa Medvedev, 1998[27]
- Colaspinella Weise, 1893
- Colaspis Fabricius, 1801
- Colaspoides Laporte, 1833
- Corysthea Baly, 1865[28]
- Costalimaita Bechyné, 1954[29]
- Dematochroma Baly, 1864
- Dermorhytis Baly, 1861[30]
- Deuteronoda Bechyné, 1951[31]
- Drakhshandus Aslam, 1968[32]
- Dryadomolpus Bechyné & Bechyné, 1969[33]
- Edusella Chapuis, 1874[6]
- Endocephalus Chevrolat in Dejean, 1836
- Entomochirus Lefèvre, 1884[34]
- Eriphylina Lefèvre, 1891[35]
- Erotenia Lefèvre, 1884[34]
- Eucolaspis Sharp, 1886
- Eumolpus Weber, 1801
- Euphrytus Jacoby, 1881[22]
- Exochognathus Blake, 1946[36][37]
- Frenais Jacoby, 1903
- Freudeita Bechyné, 1950[38]
- Glyptoscelis Chevrolat in Dejean, 1836 (ранее в Adoxini)
- Glyptosceloides Askevold & Flowers, 1994[39]
- Heminodes Jacoby, 1895[40]
- Hermesia Lefèvre, 1877[41][42]
- Hylax Lefèvre, 1884
- Iphimeis Baly, 1864
- Iphimoides Jacoby, 1883
- Ischyrolampra Lefèvre, 1885[43]
- Ischyrolamprina Bechyné, 1950[23]
- Isolepronota Bechyné, 1949[44]
- Kumatoeides Gómez-Zurita, 2018[45]
- Lamprosphaerus Baly, 1859[25]
- Ledesmodina Bechyné, 1951[31]
- Lepinaria Medvedev, 1998[27]
- Lepronota Chapuis, 1874[6]
- Llanomolpus Bechyné, 1997[12]
- Longeumolpus Springlova, 1960[46]
- Lucignolo Zoia, 2010[47]
- Lycaste Gistel, 1848
- Massiea Lefèvre, 1893
- Megalocolaspoides Medvedev, 2005[48]
- Melinodea Jacoby, 1900[49]
- Metaparia Crotch, 1873
- Metaxyonycha Chevrolat in Dejean, 1836
- Myochrous Erichson, 1847 (ранее в Adoxini)
- Nodocolaspis Bechyné, 1949[44]
- Nycterodina Bechyné, 1951[31]
- Odontionopa Chevrolat in Dejean, 1836
- Olorus Chapuis, 1874[6]
- Otilea Lefèvre, 1877[15]
- †Paleomolpus Nadein, 2015[3]
- Peniticus Sharp, 1876
- Percolaspis Bechyné, 1957
- Phanaeta Lefèvre, 1878[50]
- Pilacolaspis Sharp, 1886
- Platycorynus Chevrolat in Dejean, 1836
- Podoxenus Lefèvre, 1877[15]
- Prionodera Chevrolat in Dejean, 1836
- Prionoderita Flowers, 2004[51]
- Promecosoma Lefèvre, 1877
- Pseudocolaspoides Medvedev, 2005[48]
- Pygocolaspis Bechyné, 1950[38]
- Rhabdopterus Lefèvre, 1877
- Sphaeropis Lefèvre, 1876
- Spintherophyta Dejean, 1836
- Sterneurus Lefèvre, 1875
- Sternocolaspis Bechyné, 1950
- Susteraia Bechyné, 1950[52]
- Taophila Heller, 1916
- Therses Jacoby, 1890[53]
- Thyra Lefèvre, 1875
- Thysanomeros Flowers, 2003[9]
- Trichocolaspis Medvedev, 2005[48]
- Tymnes Chapuis, 1874[6]
- Tyrannomolpus Nadein & Leschen, 2017[11]
- Vieteumolpus Medvedev, 2004
- Zenocolaspis Bechyné, 1997[12]

Дискуссионным остаётся положение рода Megascelis Latreille, 1825, который традиционно помещают в трибу Megascelini (Megascelidini), но по другим данным также в трибу Eumolpini (см. ITIS) и некоторых родов трибы Adoxini, признанной парафилетичной.